# Вернон Кербі
Вернон Кербі (англ. Vernon Kirby; 22 липня 1911 — 27 вересня 1994) — колишній південноафриканський тенісист.
Найвищу одиночну позицію світового рейтингу — 9 місце досяг 1934 року (за даними Literary Digest).
Найвищим досягненням на турнірах Великого шолома були фінали в парному та змішаному парному розрядах.
Завершив кар'єру 1947 року.

## Фінали турнірів Великого шолома

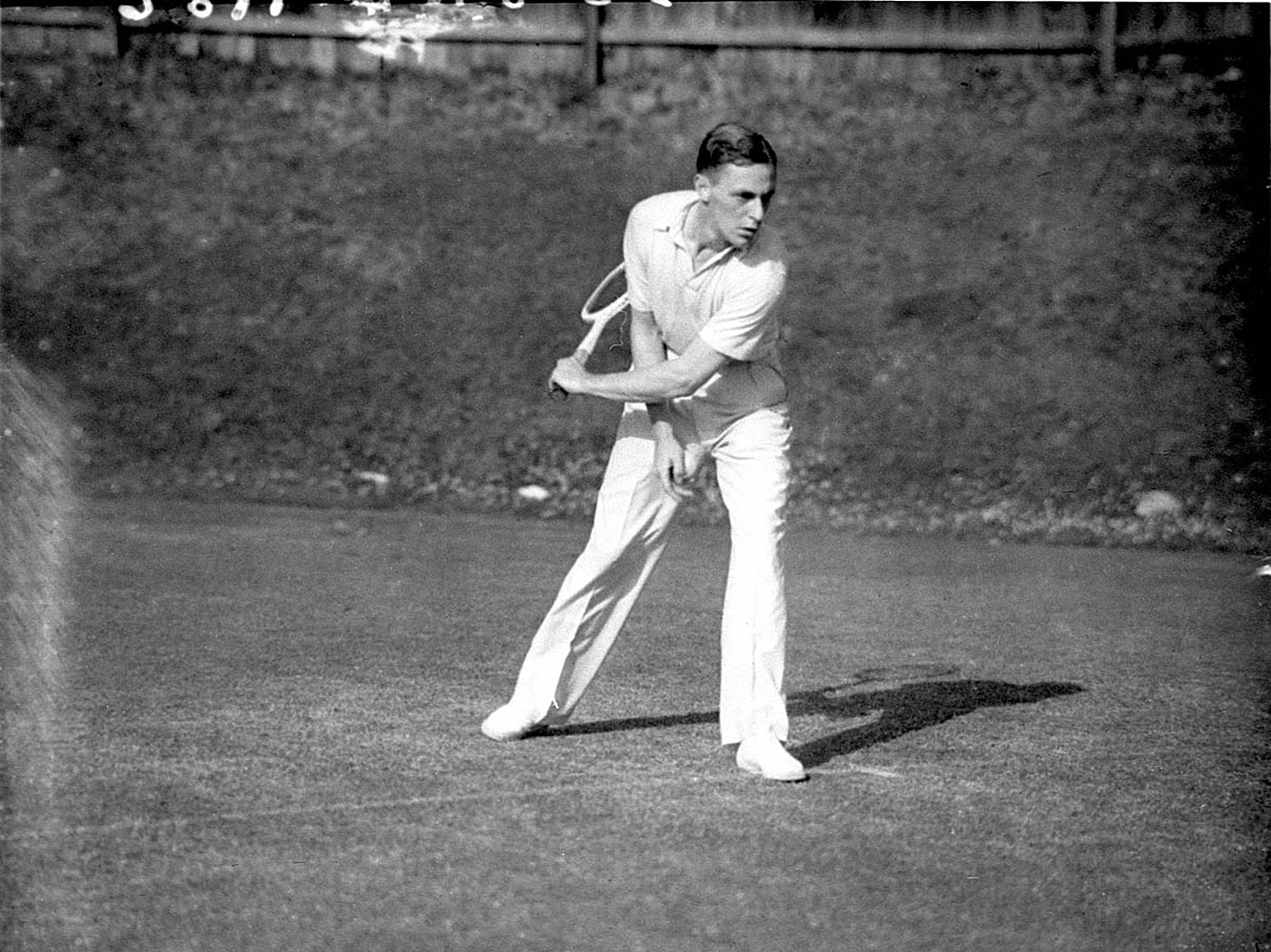
Вернон Кербі на стадіоні Вайт-Сіті в Сіднеї (Австралія) в листопаді 1934 року

### Парний розряд (2 поразки)
| Результат | Рік  | Турнір                               | Покриття | Партнер            | Суперники                         | Рахунок            |
| --------- | ---- | ------------------------------------ | -------- | ------------------ | --------------------------------- | ------------------ |
| Поразка   | 1931 | Відкритий чемпіонат Франції з тенісу | Ґрунт    | Норман Фаркухарсон | Джордж Лот Джон Ван Рин           | 4–6, 3–6, 4–6      |
| Поразка   | 1937 | Відкритий чемпіонат Франції з тенісу | Ґрунт    | Норман Фаркухарсон | Готтфрід фон Крамм Геннер Генкель | 4–6, 5–7, 6–3, 1–6 |

### Мікст (1 поразка)
| Результат | Рік  | Турнір                                 | Покриття | Партнер    | Суперники                   | Рахунок       |
| --------- | ---- | -------------------------------------- | -------- | ---------- | --------------------------- | ------------- |
| Поразка   | 1935 | Відкритий чемпіонат Австралії з тенісу | Трава    | Берді Бонд | Луї Бікертон Крістіан Буссю | 6–1, 3–6, 3–6 |